# Centaurea triamularia
Centaurea triamularia — вид квіткових рослин родини айстрових (Asteraceae). Ареал: північно-центральна Греція (гори, дуже рідко). Географічне поширення: Південний Піндос, Атаманські гори; середовище: скелясті схили, субальпійські луки, вершини.